# Ranero (Cantabria)
Ranero es una localidad española del municipio de Guriezo, perteneciente a la comunidad autónoma de Cantabria. 

## Geografía
La localidad se encuentra a 199 m s. n. m. y a 4,5 kilómetros de la capital municipal, El Puente.

## Historia
Hacia mediados del siglo XIX, el lugar era referido como una aldea ya por entonces perteneciente al municipio de Guriezo. Aparece descrito en el decimotercer volumen del Diccionario geográfico-estadístico-histórico de España y sus posesiones de Ultramar de Pascual Madoz con las siguientes palabras:

RANERO: ald. en la prov. y dióc. de Santander, part. jud. de Castro-Urdiales, corresponde al valle y ayunt. de Guriezo (V.).
(Madoz, 1849, p. 370)

En 2023, la entidad singular de población de Ranero tenía empadronados 22 habitantes, todos ellos en el núcleo de población de ese nombre.